# Horst Hiemer
Pour les articles homonymes, voir Hiemer.
Horst Hiemer, né le 22 avril 1933 à Ratibor (province de Haute-Silésie, État libre de Prusse) et mort le 4 juillet 2023 à Berlin, est un acteur allemand.

## Biographie
Horst Hiemer naît le 22 avril 1933 à Ratibor. Dans les années 1950, il étudie au Deutsches Theater-Institut (de) de Weimar et à la Theaterhochschule de Leipzig. À partir de 1960, l'acteur travaille au Deutsches Theater de Berlin. Il y joue sous la direction de metteurs en scène tels que Wolfgang Langhoff, Benno Besson ou Friedo Solter (de). Pendant de nombreuses années, Horst Hiemer joue également dans des productions cinématographiques et télévisuelles. Il participe notamment à l'adaptation télévisée de Der Hauptmann von Köpenick aux côtés de Harald Juhnke (en).
Horst Hiemer meurt le 4 juillet 2023 à Berlin à l'âge de 90 ans,.